# یوندوم، گامبیا
یوندوم (به لاتین: Yundum) یک منطقهٔ مسکونی در گامبیا است که در West Coast Division واقع شده‌است.